# Yorgen Cova
Yorgen José Cova Pulido (ur. 19 lutego 1988) – wenezuelski zapaśnik w stylu klasycznym. Trzykrotny uczestnik mistrzostw świata, dwudziesty w 2014. Brązowy medalista igrzysk panamerykańskich w 2011. Wicemistrz mistrzostw panamerykańskich z 2018 i trzeci w 2011 i 2016. Złoto na igrzyskach Ameryki Południowej w 2014 i srebro w 2018. Srebrny medalista igrzysk Ameryki Środkowej i Karaibów w 2014 i 2018, a także igrzysk boliwaryjskich w 2009 i 2017 roku.